# Élections législatives de 1986 dans l'Yonne
Les élections législatives françaises de 1986 ont lieu le 16 mars 1986. Dans le département de l'Yonne, trois députés sont à élire dans le cadre d'un scrutin proportionnel par liste départementale à un seul tour.

## Élus
| Député élu          |  | Parti    |
| ------------------- |  | -------- |
| Jean-Pierre Soisson |  | UDF (PR) |
| Philippe Auberger   |  | RPR      |
| Henri Nallet        |  | PS       |

## Listes en présence

### Mouvement pour un parti des travailleurs
| N° | Candidats          | Parti | Parti | Principales fonctions                   |
| -- | ------------------ | ----- | ----- | --------------------------------------- |
| 01 | Michel Villerey    |       | MPPT  | Directeur d’école, Auxerre              |
| 02 | Alice Cadiou       |       | MPPT  | Enseignante, Courson-les-Carrières      |
| 03 | Jacqueline Guéneau |       | MPPT  | Infirmière, Auxerre                     |
|    |                    |       |       |                                         |
| 04 | Denis Niveau       |       | MPPT  | Employé de la Sécurité sociale, Avallon |
| 05 | Claude Bertrand    |       | MPPT  | Enseignant, Sens                        |

### Parti communiste français
| N° | Candidats         | Parti | Parti | Principales fonctions                                                                                   |
| -- | ----------------- | ----- | ----- | --- |
| 01 | Jean Cordillot    |       | PCF   | Conseiller général du canton de Sens-Sud-Est et conseiller municipal de Sens, ancien député, professeur |
| 02 | Guy Lavrat        |       | PCF   | Conseiller général du canton de Migennes et maire de Migennes, professeur                               |
| 03 | Victoria Blanquer |       | PCF   | Ouvrière                                                                                                |
|    |                   |       |       | |
| 04 | Claude Prévost    |       | PCF   | Fonctionnaire                                                                                           |
| 05 | Pierre Vigreux    |       | PCF   | Conseiller municipal de Coulanges-la-Vineuse, agriculteur                                               |

### Parti socialiste
| N° | Candidats               | Parti | Parti | Principales fonctions                                             |
| -- | ----------------------- | ----- | ----- | ----------------------------------------------------------------- |
| 01 | Henri Nallet            |       | PS    | Ministre de l'Agriculture                                         |
| 02 | Jean-René Poillot       |       | PS    | Ingénieur des Ponts et Chaussées                                  |
| 03 | Guy Férez               |       | PS    | Conseiller municipal d'Auxerre, cadre                             |
|    |                         |       |       |                                                                   |
| 04 | Paule-Hélène Borderieux |       | PS    | Professeur de sciences naturelles au lycée de Joigny              |
| 05 | Henri Decoin            |       | PS    | Responsable départemental d'un institut de formation pour adultes |

### Opposition (UDF-RPR)
| N° | Candidats           | Parti | Parti  | Principales fonctions |
| -- | ------------------- | ----- | ------ | --- |
| 01 | Jean-Pierre Soisson |       | UDF-PR | Député sortant, conseiller général du canton d'Auxerre-Sud-Ouest, vice-président du conseil général et maire d'Auxerre, fonctionnaire des grands corps de l'Etat |
| 02 | Philippe Auberger   |       | RPR    | Conseiller général du canton de Joigny, vice-président du conseil général et maire de Joigny, fonctionnaire des grands corps de l'Etat                           |
| 03 | Étienne Braun       |       | UDF-PR | Conseiller général du canton de Sens-Nord-Est, vice-président du conseil général et maire de Sens, commerçant                                                    |
|    |                     |       |        | |
| 04 | René Hutin          |       | RPR    | Conseiller général du canton de Flogny-la-Chapelle et maire de Neuvy-Sautour, médecin                                                                            |
| 05 | André Bonnet        |       | UDF-PR | Conseiller général du canton de Guillon et maire de Guillon, vétérinaire                                                                                         |

### Front national
| N° | Candidats          | Parti | Parti | Principales fonctions       |
| -- | ------------------ | ----- | ----- | --------------------------- |
| 01 | Claude Moreau      |       | FN    | Entrepreneur                |
| 02 | Jean-Marc Le Panse |       | FN    | Notaire                     |
| 03 | Pierre Delbreuve   |       | FN    | Industriel                  |
|    |                    |       |       |                             |
| 04 | Elisabeth Kerling  |       | FN    | Salariée du secteur médical |
| 05 | Roger Chabut       |       | FN    | Retraité                    |

### Sans étiquette (Initiative 86)
| N° | Candidats            | Parti | Parti | Principales fonctions    |
| -- | -------------------- | ----- | ----- | ------------------------ |
| 01 | José Solé            |       | SE    | Industriel               |
| 02 | Daniel Ossedat       |       | SE    | Agent technique          |
| 03 | Pierrick Sorgniard   |       | SE    | Représentant de commerce |
|    |                      |       |       |                          |
| 04 | Jacques Lefauconnier |       | SE    | Agent technique          |
| 05 | Luc Rondeau          |       | SE    | Salarié agricole         |

## Résultats

### Résultats à l'échelle du département
| Liste Parti politique | Liste Parti politique                                                                                             | Tête de liste       | Tour unique | Tour unique | Sièges |
| Liste Parti politique | Liste Parti politique                                                                                             | Tête de liste       | Voix        | %           | Sièges |
| --------------------- | --- | ------------------- | ----------- | ----------- | ------ |
|                       | Union de l'opposition Union pour la démocratie française (RPR)                                                    | Jean-Pierre Soisson | 79 011      | 47,94       | 2      |
|                       | Pour une majorité de progrès avec le président de la République Parti socialiste                                  | Henri Nallet        | 49 254      | 29,89       | 1      |
|                       | Liste de Rassemblement national présentée par le Front national Front national                                    | Claude Moreau       | 17 074      | 10,36       | 0      |
|                       | Liste présentée par le Parti communiste français Parti communiste français                                        | Jean Cordillot      | 16 933      | 10,27       | 0      |
|                       | Liste du Mouvement pour un parti des travailleurs Yonne Extrême gauche (Mouvement pour un parti des travailleurs) | Michel Villerey     | 1 858       | 1,12        | 0      |
|                       | Initiative 86 - Entreprendre et réussir la France de l'an 2000 Sans étiquette                                     | José Solé           | 662         | 0,40        | 0      |
|                       | |                     |             |             |        |
| Inscrits              | Inscrits | Inscrits            | 220 948     | 100,00      | 3      |
| Abstentions           | Abstentions | Abstentions         | 48 136      | 21,78       |        |
| Votants               | Votants | Votants             | 172 812     | 78,21       |        |
| Blancs et nuls        | Blancs et nuls | Blancs et nuls      | 8 020       | 4,64        |        |
| Exprimés              | Exprimés | Exprimés            | 164 792     | 95,36       |        |